# Razmenjivač toplote
Razmenjivač toplote je uređaj kod koga se toplota prenosi sa jednog fluida (tečnost ili gas) na drugi.
Primeri: zagrevanje vazduha za sušenje, zagrevanje sirupa, destilacije, proizvodnja sokova, džemova i dr.
U razmenjivačima toplote najčešće se javlja kombinacija provođenja i prelaza toplote. U slučajevima, kada je razmenjivač toplote ujedno i ložište, javlja se znatnoj meri i zračenje kao način razmene toplote.
Konstrukcija razmenjivača zavisi od sledećih faktora: od količine toplote koja treba da se prenese sa jednog fluida (tečnost ili gas) na drugi, od vrste tih fluida, to jest, da li su gasovi ili tečnosti,
od hemijske agresivnosti fluida, od prisustva prašine u gasovima ili prisustva čvrstih čestica u
tečnosti, od raspoloživog prostora za smeštaj razmenjivača, od veličine pritiska tečnosti ili gasa, od visine temperature tečnosti ili gasova i dr.
Tako imamo: 
- Razmenjivač toplote „cev u cev“
- Razmenjivač toplote sa snopom cevi
- Bubnjasti razmenjivač toplote – ložište
- Pločasti razmenjivač toplote
- Spiralni razmenjivač toplote

## Primeri razmenjivača
Razmenjivači se koriste u : autoindustriji, kućnoj elektronici, centralnom grejanju, klima sistemima i u drugim oblastima:
- Kod automobila izmenjivač toplote je hladnjak sa vodom (ili antifrizom) gde se motor hladi vodom a „rebrasti“ hladnjak se hladi ventilatorom i strujanjem vazduha tako da se hlađenjem vode posredno hladi i motor automobila.

- Kod frižidera i zamrzivača je izmenjivač toplote pozadi uređaja i ima veliku površinu. Ukratko princip rada je takav da se u hladnjaku (izmenjivaču) pozadi uređaja sabija gas za hlađenje (freon ili slično) koji pri prelasku iz gasovitog u tečno stanje oslobađa toplotu koja se oslobađa iz hladnjaka i ide u atmosferu kako bi se u unutar uređaja postigla niska temperatura.

- U daljinskom sistemu grejanja u gradovima, toplana greje vodu (sagorevanjem uglja, nafte, mazuta ili gasa) koja kruži „gradom“ u zatvorenom sistemu tako što se posle vraća u toplanu. Topla voda dolazi u zgradu i prolazi kroz „izmenjivač“ u podstanici i vraća se u toplanu. U zgradi, u zatvorenom sistemu, voda kruži od podstanice do radijatora u stanovima i vraća se u podstanicu. U izmenjivaču toplote voda iz zgrade se greje i de do radijatora u stanovima i predaje toplotu vazduhu da bi se stanovi grejali. U ovom sistemu i radijator je izmenjivač toplote pošto toplotu iz vode predaje vazduhu u stanu (prostoriji) i tako se stan greje.

- U običnom klima uređaju ili klima sistemima postoje u stvari po dva razmenjivača toplote. Prvi izmenjivač je onaj u kući (prostoriji) koji se hladi (iz zatvorenog sistema) a ventilatorom se prenosi hladnoća u prostoriju. Drugi izmenjivač je onaj van kuće (na prozoru ili terasi) koji se greje (iz zatvorenog sistema) a ventilatorom se prenosi toplota van prostorije. Na taj način se u stvari izmenjivačima toplota „izvlači“ iz stana u atmosferu odnosno „hladnoća se uzima“ iz atmosfere i ubacuje u stan.